# شورای فدرال (سوئیس)
شورای فدرال کابینه فدرال کنفدراسیون سوئیس است. هفت عضو آن به‌طور مشارکتی به‌عنوان رئیس کشور و دولت سوئیس خدمت می‌کنند. از زمان جنگ جهانی دوم، شورای فدرال به‌طور قراردادی یک دولت ائتلافی دائمی است که از نمایندگان احزاب اصلی کشور و مناطق زبانی تشکیل شده‌است.
در حالی که کل شورای فدرال مسئول رهبری دولت فدرال سوئیس است، هر یک از اعضا ادارهٔ بخشی از امور اجرایی دولت فدرال را برعهده می‌گیرند. رئیس کنفدارسیون سوئیس، ریاست شورا را برعهده دارد، اما هیچ اختیار خاصی ندارد؛ در عوض این موقعیت به‌صورت یکی بین برابرها سالانه میان هفت عضو در گردش است.
شورای فدرال پس از هر انتخابات پارلمانی فدرال توسط ۲۴۶ عضو مجلس فدرال سوئیس برای مدت چهار سال به عنوان یک نهاد، بدون امکان برکناری یا رای عدم اعتماد، انتخاب می‌شود. اعضای کنونی دارای مدت محدود نیستند و معمولاً به‌طور قراردادی دوباره انتخاب می‌شوند. اکثر آنها حدود ۸ تا ۱۲ سال در سمت خود خدمت می‌کنند.

## اعضا
به‌روز شده تا تاریخ ۲۰۲۵:
| عضو | عضو                  | تصویر | از تاریخِ       | حزب                        | کانتون            | عملکرد                                                            |
| --- | -------------------- | ----- | -------------- | -------------------------- | ----------------- | ----------------------------------------------------------------- |
|     | گی پارملین           |       | ۱ ژانویه ۲۰۱۶  | Swiss People's Party       | کانتون وو         | معاون رئیس‌جمهور از ۲۰۲۵ رئیس دپارتمان فدرال اقتصاد، آموزش و پژوهش |
|     | Ignazio Cassis       |       | ۱ نوامبر ۲۰۱۷  | Liberals                   | کانتون تیچینو     | رئیس دپارتمان فدرال امور خارجه                                    |
|     | Viola Amherd         |       | ۱ ژانویه ۲۰۱۹  | Centre                     | کانتون وله        | رئیس دپارتمان فدرال دفاع، حفاظت مدنی و ورزش                       |
|     | Karin Keller-Sutter  |       | 1 January 2019 | Liberals                   | کانتون سنت گالن   | رئیس‌جمهور ۲۰۲۵ رئیس دپارتمان فدرال مالی                           |
|     | آلبرت روستی          |       | ۱ ژانویه ۲۰۲۳  | Swiss People's Party       | کانتون برن        | رئیس دپارتمان فدرال محیط زیست، ترابری، انرژی و ارتباطات           |
|     | الیزابت باوم اشنایدر |       | ۱ ژانویه ۲۰۲۳  | حزب سوسیال دموکراتیک سوئیس | کانتون ژورا       | رئیس دپارتمان فدرال امور داخلی                                    |
|     | Beat Jans            |       | ۱ ژانویه ۲۰۲۴  | حزب سوسیال دموکراتیک سوئیس | کانتون بازل اشتاد | رئیس دپارتمان فدرال دادگستری و پلیس                               |
|     | Martin Pfister       |       | 1 آوریل 2025   | Centre                     | کانتون زوگ        | رئیس رئیس دپارتمان فدرال دفاع، حفاظت مدنی و ورزش                  |

## تاریخچهٔ شورای فدرال

### تأسیس شورا
شورای فدرال (سوئیس) در سال ۱۸۴۸ به عنوان بالاترین مقام اجرایی در کنفدراسیون سوئیس تاسیس‌شد.